# Egbeda
Egbeda est une zone de gouvernement local de l'État d'Oyo au Nigeria,.
Le dirigeant traditionnel est l'Elegbeda d'Egbeda. Oba Victor Sunday Olatunde Okunola est le souverain actuel?

## Source
- (en) Cet article est partiellement ou en totalité issu de l’article de Wikipédia en anglais intitulé « Egbeda » (voir la liste des auteurs).